# Kunming langgou
För andra betydelser, se Varghund.
Kunming langgou (昆明狼狗, Kunmingvarghund, eller 昆明犬, Kunminghund), är en varghybrid från Kina som har avlats fram för militära ändamål.

## Historia
Kunming langgou är namngiven efter staden Kunming i Yunnan-provinsen där aveln skall ha inletts 1953. Rasen är en korsning mellan tysk schäferhund och lokala hundar av okänt ursprung samt vargar.

Kina skall ha importerat schäfrar från den Östtyskland för att användas av Folkets befrielsearmé. Dessa skall emellertid ha ansetts vara för veka, varför man startade aveln för att erhålla en ras som skulle vara bättre lämpad för dess tilltänkta användning. Erkänd som ras av den kinesiska säkerhetsmyndigheten 公安局 1988.

## Egenskaper
Kunming langgou skall ha använts som minhundar på uppdrag åt FN:s fredsbevarande styrkor i Libanon 2006. Den rekommenderas inte att användas som sällskapshund.